# Gubacsidűlő
Gubacsidűlő Budapest egyik városrésze a IX. kerületben.

## Fekvése
Határai: Kén utcai vasúti átjárót a Duna folyammal összekötő út a Dunától – Kén utca – Gubacsi út – Illatos út – Határ út -  Duna folyam az összekötő útig. A Gubacsi híd nem itt, hanem a XX. kerülethez tartozó Gubacs nevű városrész északnyugati peremén található közel egy kilométerrel délebbre.

## Története
A Ferencváros déli részén, Pestszenterzsébet felé vezető Soroksári út mellett alakult ki ez a városrész.